# Arabiska högre utskottet

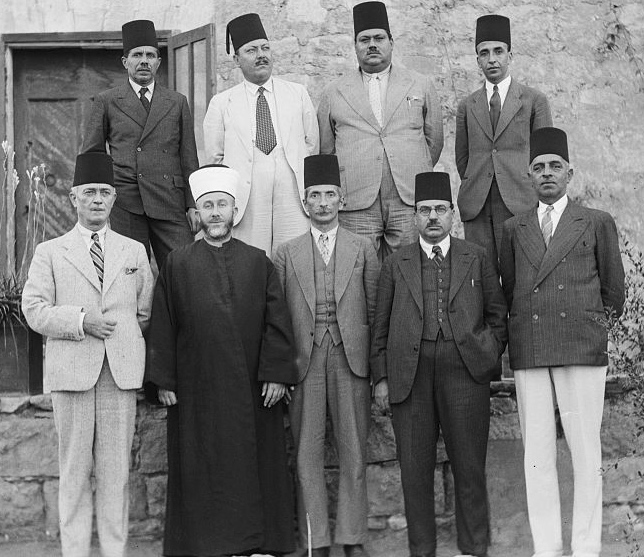
Medlemmar av Arabiska högre utskottet, 1936. Främsta raden, från vänster till höger: Raghib al-Nashashibi, Amin al-Husayni, Ahmed Hilmi Pasha, Abdul Latif Bey Es-Salah, Mr. Alfred Roke.

Arabiska högre utskottet var ett politiskt organ under det brittiska mandatet för Palestina. Det grundades den 25 april 1936 på initiativ av Jerusalems stormufti Haj Amin al-Husseini.
Inledningsvis bestod utskottet av:
- Amin al-Husayni, ordförande - medlem av al-Husayni klanen,  stormufti av Jerusalem , ordförande i Högsta muslimska rådet.
- Raghib al-Nashashibi - medlem i Nashashibi klanen, som ansågs vara politiska rivaler i al-Husayni klanen, och att hålla moderata åsikter jämfört med den mer militanta al-Husayni klanen.
- Jamal al-Husayni - bror till Amin al-Husayni och ordförande i Palestina arabiska partiet, medlem av Högsta muslimska rådet.
- Yaqub al-Ghusayn - ledamot av Högsta muslimska rådet.
- Abd al-Latif Salah - ledamot av Högsta muslimska rådet.
- Husayin al-Khalidi - grundare och representant för Reformpartiet.
- Awni Abd al-Hadi - utsågs till generalsekreterare.